# لابرادودل
لابرادودل (انگلیسی: Labradoodle) یک نژاد سگ است که حاصل ترکیب لابرادور رتریور و پودل است.